# ウエストレーシングカーズ
ウエストレーシングカーズ株式会社は、三重県鈴鹿市を拠点とするレーシングカーコンストラクター。

## 概要
1973年（昭和48年）に神谷誠二郎（2019年12月29日逝去）が創業。当初の屋号は「ベルコウエスト」で、元々は神奈川県横浜市の鈴木板金（現・ベルコ）から暖簾分けで独立したという関係にあった。1983年（昭和58年）に法人化。
2008年（平成20年）にはレーシングカーの総生産台数は1000台を突破した。1995年（平成7年）には韓国初のレーシングカー・コンストラクター会社を設立しフォーミュラ・コリア向けのシャシーを供給、2005年（平成17年）4月には北京に連絡事務所を開設して中国進出を計り、2006年（平成18年）9月には北京の投資家によるレーシングスクールが開校され、「WEST06C」中国向け車両6台が使用された。鈴鹿市を拠点としていることから、鈴鹿サーキットでのレースのサポートにも力を入れている。
これまでFJ1600やスーパーFJをはじめ、多くのレースやレーシングスクールに車両を供給しており、ジュニア・フォーミュラにおいては定番といえる。FK4やフォーミュラEnjoyなどにおいてはワンメイクレースのために独占的に供給する。
2009年に発表したオリジナルレーシングカーの「VITA-01」は、その低価格さ（2021年現在、消費税込でも新車が400万円以下）が受け日本国内の多くのサーキットでワンメイクレース用の車両として使用されている。2012年からは台湾でも「VITA-01」によるレースが開催されている他、2016年からは中国への輸出も行っている。

## 車体を供給しているシリーズ
- FJ1600
- スーパーFJ
- フォーミュラEnjoy
- KYOJO CUP（2024年まで）
- KYUSHU Magical ENDURANCE GAME（通称「マジ耐」）

## 車種
- FK4
- WEST04J
- WEST056
- WEST06J
- WEST06C
- VIVACE-7
- WEST07J
- WEST11J
- FE1
- FE2

## 関連会社
- 株式会社来夢